# Sabrina Vega (Turnerin)
Sabrina Vega (* 24. Mai 1995) ist eine ehemalige US-amerikanische Kunstturnerin aus Carmel (New York). Sie war Mitglied im Nationalteam und ist Weltmeisterin 2011. Bei den Pan-Amerikanischen Spielen 2009 gewann sie einmal Gold und zweimal Silber.

## Karriere
Sabrina Vega gewann 2009 ihren ersten nationalen Juniorentitel in den USA. 2010 wurde sie mit dem Team Weltmeister bei den Erwachsenen. Gold gewann sie im gleichen Jahr ebenfalls bei den Pacific Rim Championships und den Panamerikameisterschaften. In der Qualifikation für Olympia scheiterte sie jedoch.

## Sexueller Missbrauch im US-Turn-Team
Im Zuge des Missbrauchsskandal im US-amerikanischen Turnverband US Gymnastics wurde bekannt, dass Vega wie mehr als 250 andere junge Athletinnen vom langjährigen Teamarzt des Turnverbands, Larry Nassar, sexuell missbraucht worden war. Laut ihrer Aussage sei sie durch Nassar hunderte Male belästigt worden; beim ersten Mal sei sie zwölf Jahre alt gewesen.
Im Mai 2018 reichte Vega Klage gegen Nassar, die ehemaligen Trainer Bela und Martha Karolyi, den US-amerikanischen Verband und das US-amerikanische Olympische Komitee ein.